# Kaye-Ree
Kaye-Ree (* 3. Januar 1979 in Isfahan, Iran als Kathrin Eftekhari) ist eine deutsche Soulsängerin und Songwriterin mit persisch-deutschen Wurzeln.

## Leben
Kaye-Ree debütierte mit dem Album Endless Melody. Dieses wurde im Mai 2009 veröffentlicht. Ihre CD wurde in unterschiedlichen Publikationen von Jazzthetik und Jazz thing, Westzeit und Piranha bis zu Stereoplay und Access All Areas im Print und Netz besprochen.
Live spielt Kaye-Ree im Duo, mit einer Akustik- oder ihrer elektrischen Band. Sie trat im Ronnie Scotts Club in London, beim International Soul Music Summit in Atlanta, Georgia und der Soul Bar in New York auf. In Deutschland trat sie u. a. beim Afrika Festival in Aschaffenburg auf. Sie spielte Openings für Busta Rhymes, Kurtis Blow, Speech Debelle und Reamonn und war Mitwirkende im Background-Chor von Stevie Wonder. Ein Konzert spielte sie mit der SWR Big Band und Paul Carrack.
2012 nahm sie ihr zweites Album auf, welches 2013 erschien. Im Album New Air wirkte sie als Sängerin und Texterin zusammen mit dem aus Limburg an der Lahn stammenden Komponisten und Gitarristen Felix Justen und dem Produzenten Marco Lehmann. 2018 nahm sie an der achten Staffel der Gesangs-Castingshow The Voice of Germany teil und bekam einen „4er Buzzer“.
2022 trat sie als Feuerwehrfrau bei Zeig uns Deine Stimme! auf. Außerdem veröffentlichte sie ihr drittes Album "Growth" 2022, das sie mit ihrem jetzigen Gitarristen Martin Loos zusammen produzierte und veröffentlichte somit ihr zweites Album auf ihrem eigenen Label „Reelement Records“.